# Tranosema nigridens
Tranosema nigridens är en stekelart som först beskrevs av Thomson 1887.  Tranosema nigridens ingår i släktet Tranosema och familjen brokparasitsteklar. Arten är reproducerande i Sverige. Inga underarter finns listade i Catalogue of Life.